# آزول
آزول رده‌ای از ترکیبات ناجورحلقهٔ پنج عضوی است که دارای اتم نیتروژن و دست کم یک اتم غیرکربنی دیگر مانند نیتروژن، گوگرد یا اکسیژن در حلقه‌اند.
ایمیدازول و دیگر پنج عضو آروماتیکی سیستم‌های ناجورحلقه با دو نیتروژن در طبیعت به فراوانی یافت می‌شوند و هستهٔ بسیاری از زیست‌مولکول‌ها مانند هیستیدین‌ها را تشکیل می‌دهند.

## رده‌بندی ترکیب‌ها

### ترکیب‌های نیتروژن به تنهایی

ایمیدازول
پیرازول
۱٬۲٬۳-تری‌آزول
۱٬۲٬۴-تریازول
تترازول
پنتازول

ترکیب‌های نیتروژن و اکسیژن

اکسازول
ایزوکسازول
۱، ۲، ۳-اکسادیازول (ناپایدار)
Oxadiazole (۱، ۲، ۴-اکسادیازول)
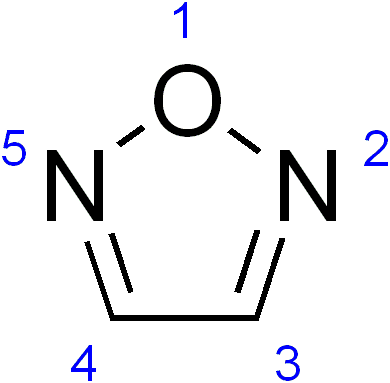
فورازان (۱، ۲، ۵-اکسادیازول)
۱، ۲، ۳-اکسادیازول

ترکیب‌های نیتروژن و گوگرد

تیازول
ایزوتیازول
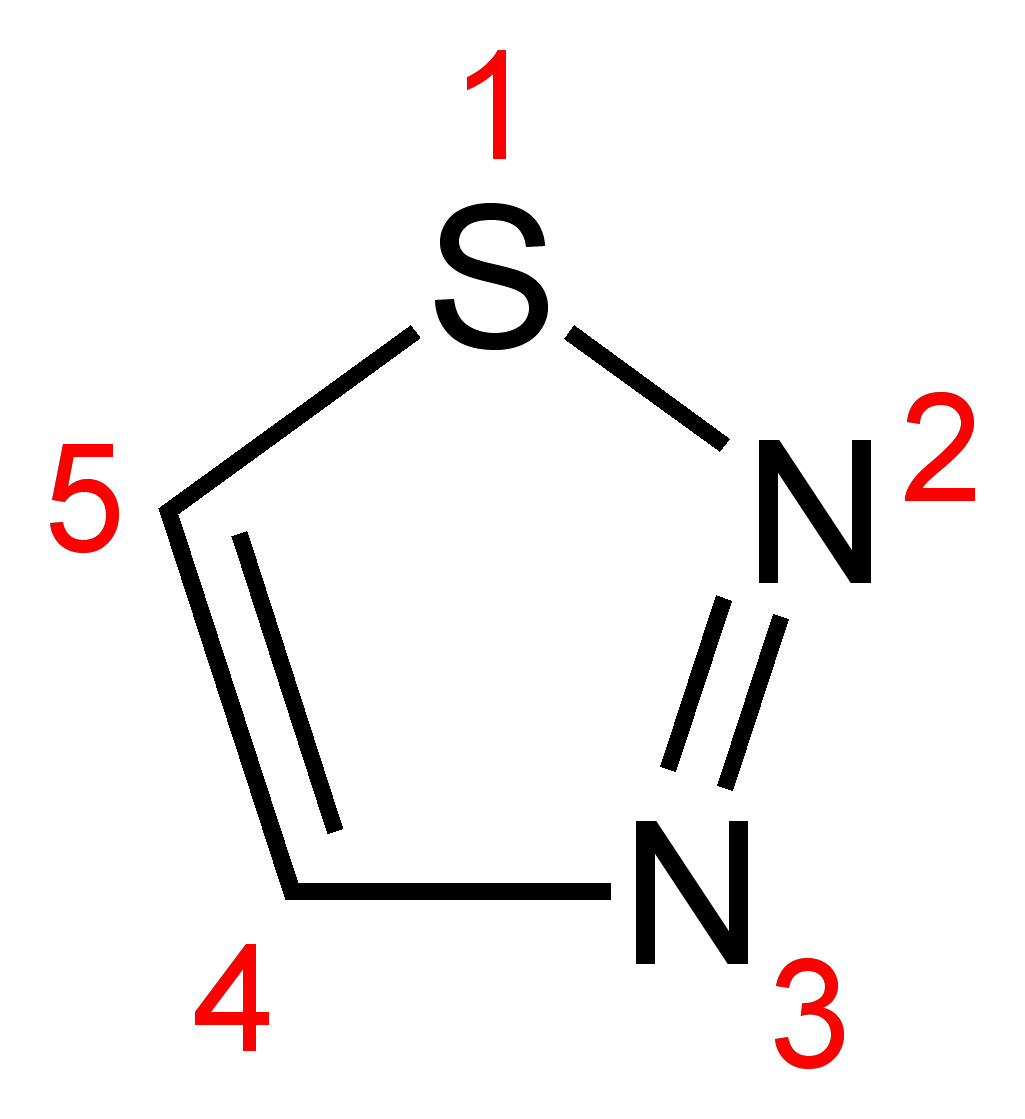
Thiadiazole (1,2,3-Thiadiazole)
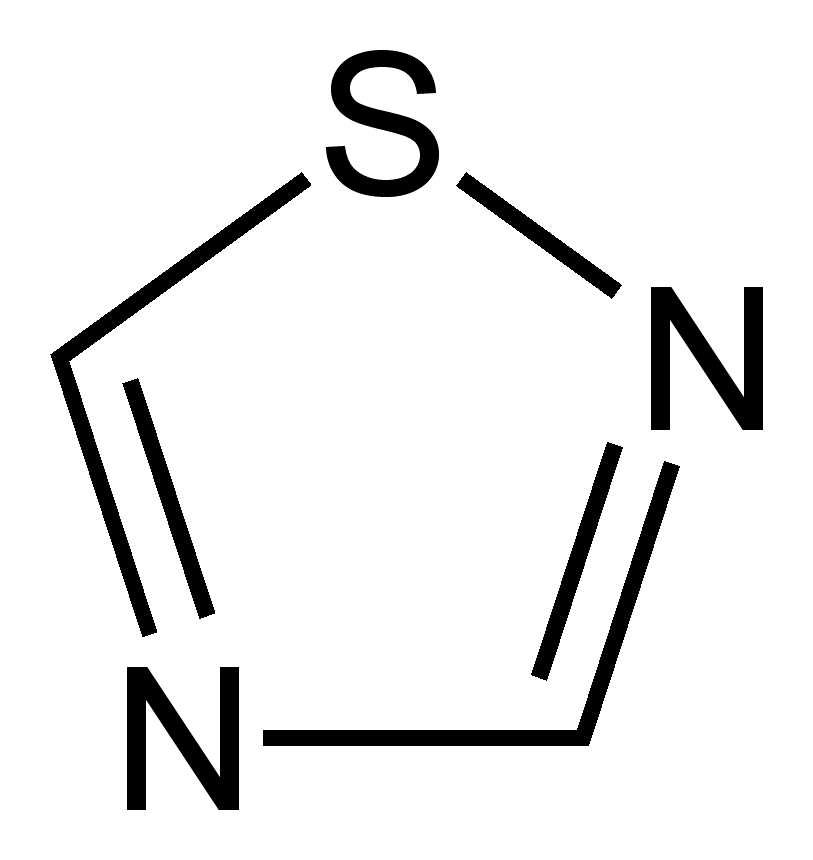
۱، ۲، ۴- تیادیازول
۱، ۲، ۵- تیادیازول
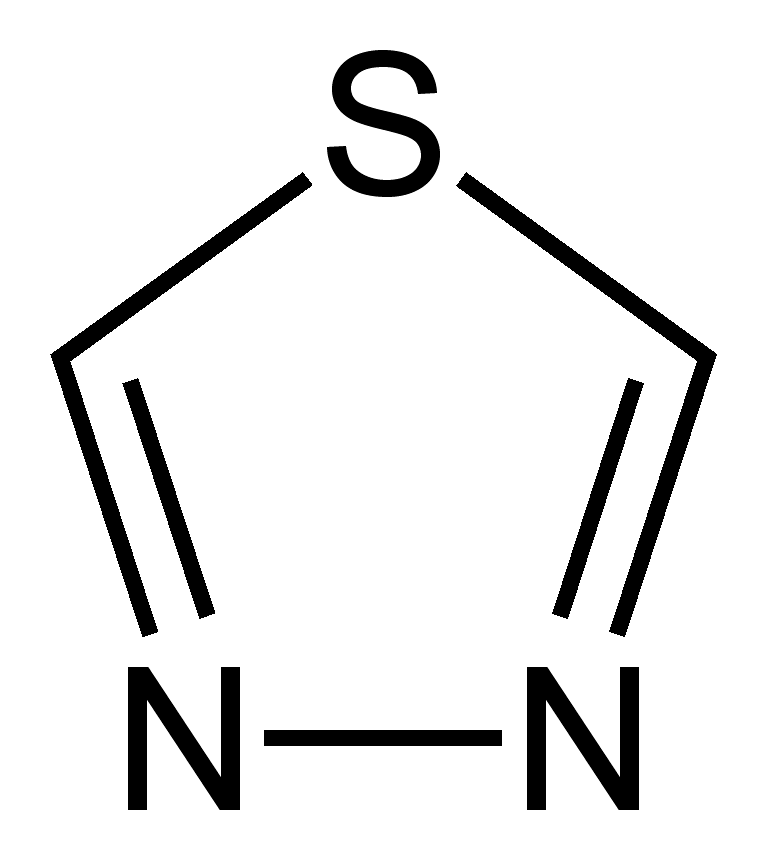
۱، ۳، ۴- تیادیازول